# Vitryssland i olympiska sommarspelen 2008
Vitryssland i olympiska sommarspelen 2008 bestod av 181 idrottare som blivit uttagna av Vitrysslands olympiska kommitté.

## Badminton
- Huvudartikel: Badminton vid olympiska sommarspelen 2008
- Damer

| Namn       | Gren   | 32-delsfinal             | 16-delsfinal              | 8-delsfinal               | Kvartsfinal      | Semifinal        | Final            | Final            |
| Namn       | Gren   | Resultat                 | Resultat                  | Resultat                  | Resultat         | Resultat         | Resultat         | Plats            |
| ---------- | ------ | ------------------------ | ------------------------- | ------------------------- | ---------------- | ---------------- | ---------------- | ---------------- |
| Olga Konon | Singel | Xing (SIN) W 21-19 21-12 | Tvrdy (SLO) W 21-17 21-14 | \|Xie (CHN) L 16-21 15-21 | Gick inte vidare | Gick inte vidare | Gick inte vidare | Gick inte vidare |

## Basketboll
- Huvudartikel: Basketboll vid olympiska sommarspelen 2008
- Damer

| Lag         | V | F | PF  | PA  | PDiff | Poäng |
| ----------- | - | - | --- | --- | ----- | ----- |
| Australien  | 5 | 0 | 349 | 264 | +85   | 10    |
| Ryssland    | 4 | 1 | 278 | 258 | +20   | 9     |
| Vitryssland | 2 | 3 | 320 | 332 | -12   | 7     |
| Sydkorea    | 2 | 3 | 352 | 360 | -8    | 7     |
| Lettland    | 1 | 4 | 266 | 315 | -49   | 6     |
| Brasilien   | 1 | 4 | 337 | 354 | -17   | 6     |

| 2008-08-09  |         |             |
| Vitryssland | 64 – 83 | Australien  |
| 2008-08-11  |         |             |
| Lettland    | 57 – 79 | Vitryssland |
| 2008-08-13  |         |             |
| Vitryssland | 65 – 71 | Ryssland    |
| 2008-08-15  |         |             |
| Sydkorea    | 53 – 63 | Vitryssland |
| 2008-08-17  |         |             |
| Brasilien   | 68 – 53 | Vitryssland |

|  | Kvartsfinal | Kvartsfinal | Kvartsfinal |            |            | Semifinal | Semifinal | Semifinal |            |            | Final      | Final      | Final |
|  |             |             |             |            |            |           |           |           |            |            |            |            |       |
|  | A2          | Ryssland    | 84          |            |            |           |           |           |            |            |            |            |       |
|  | B3          | Spanien     | 65          |            |            |           |           |           |            |            |            |            |       |
|  | B3          | Spanien     | 65          |            | A2         | Ryssland  | 52        |           |            |            |            |            |       |
|  |             |             |             |            | A2         | Ryssland  | 52        |           |            |            |            |            |       |
|  |             | B1          | USA         | 67         |            |           |           |           |            |            |            |            |       |
|  | B1          | B1          | USA         | 67         | USA        | 104       |           |           |            |            |            |            |       |
|  | B1          |             |             |            | USA        | 104       |           |           |            |            |            |            |       |
|  | A4          | Sydkorea    | 60          |            |            |           |           |           |            |            |            |            |       |
|  |             |             |             |            |            |           |           |           |            |            | B1         | USA        | 118   |
|  |             |             | A1          | Australien | 107        |           |           |           |            |            |            |            |       |
|  | B2          | Kina        | 77          |            |            |           |           |           |            |            |            |            |       |
|  | A3          | Vitryssland | 62          |            |            |           |           |           |            |            |            |            |       |
|  | A3          | Vitryssland | 62          |            | B2         | Kina      | 56        |           | Bronsmatch | Bronsmatch | Bronsmatch | Bronsmatch |       |
|  |             |             |             |            | B2         | Kina      | 56        |           | Bronsmatch | Bronsmatch | Bronsmatch | Bronsmatch |       |
|  |             | A1          | Australien  | 90         |            |           |           |           |            |            |            |            |       |
|  | A1          | A1          | Australien  | 90         | Australien | 76        |           | A2        | Ryssland   | 94         |            |            |       |
|  | A1          |             |             |            | Australien | 76        |           | A2        | Ryssland   | 94         |            |            |       |
|  | B4          | Tjeckien    | 46          |            |            |           |           |           |            |            | B2         | Kina       | 81    |

## Bordtennis
- Huvudartikel: Bordtennis vid olympiska sommarspelen 2008
- Singel, herrar

| Idrottare         | Gren   | Grundomgång          | Omgång 1             | Omgång 2             | Omgång 3                                         | Omgång 4                                                         | Kvartsfinal          | Semifinal            | Final                |
| Idrottare         | Gren   | Motståndare Resultat | Motståndare Resultat | Motståndare Resultat | Motståndare Resultat                             | Motståndare Resultat                                             | Motståndare Resultat | Motståndare Resultat | Motståndare Resultat |
| ----------------- | ------ | -------------------- | -------------------- | -------------------- | ------------------------------------------------ | ---------------------------------------------------------------- | -------------------- | -------------------- | -------------------- |
| Vladimir Samsonov | Singel | Bye                  | Bye                  | Bye                  | Christian Süß (GER) W 4-0 (15-13 11-6 11-9 11-4) | Jörgen Persson (SWE) L 3-4 (11-7 11-8 9-1 13-11 7-11 10-12 9-11) | Gick inte vidare     | Gick inte vidare     | Gick inte vidare     |

- Singel, damer

| Idrottare          | Gren   | Grundomgång          | Omgång 1                                                  | Omgång 2                                                 | Omgång 3                                       | Omgång 4             | Kvartsfinal          | Semifinal            | Final                |
| Idrottare          | Gren   | Motståndare Resultat | Motståndare Resultat                                      | Motståndare Resultat                                     | Motståndare Resultat                           | Motståndare Resultat | Motståndare Resultat | Motståndare Resultat | Motståndare Resultat |
| ------------------ | ------ | -------------------- | --------------------------------------------------------- | -------------------------------------------------------- | ---------------------------------------------- | -------------------- | -------------------- | -------------------- | -------------------- |
| Tatyana Kostromina | Singel | Bye                  | Zhang Mo (CAN) W 4-0 (11-2 11-7 12-10 11-1)               | Li Qian (POL) W 4-2 (11-7 11-9 11-6 5-11 9-11 12-10)     | Lin Ling (HKG) L 0-4 (6-11 3-11 6-11 8-11)     | Gick inte vidare     | Gick inte vidare     | Gick inte vidare     | Gick inte vidare     |
| Veronika Pavlovich | Singel | Bye                  | Dana Hadacova (CZE) L 2-4 (11-7 7-11 9-11 11-5 9-11 6-11) | Gick inte vidare                                         | Gick inte vidare                               | Gick inte vidare     | Gick inte vidare     | Gick inte vidare     | Gick inte vidare     |
| Viktoria Pavlovich | Singel | Bye                  | Bye                                                       | Elizabeta Samara (ROU) W 4-1 (3-11 11-8 11-8 11-7 12-10) | Zhang Yining (CHN) L 0-4 (7-11 2-11 7-11 5-11) | Gick inte vidare     | Gick inte vidare     | Gick inte vidare     | Gick inte vidare     |

## Boxning
- Huvudartikel: Boxning vid olympiska sommarspelen 2008

| Khavazhi Khatsigov | Bantamvikt    | Gojan (MDA) L +1-1            | Gick inte vidare           | Gick inte vidare | Gick inte vidare | Gick inte vidare |                  |                  |
| Mahamed Nurudzinau | Weltervikt    | Jackson (ISV) L 4-2           | Gick inte vidare           | Gick inte vidare | Gick inte vidare | Gick inte vidare | Gick inte vidare | Gick inte vidare |
| Ramazan Magamedau  | Lätt tungvikt | Ramadan Yasser (EGY) L +10-10 | Gick inte vidare           | Gick inte vidare | Gick inte vidare | Gick inte vidare | Gick inte vidare | Gick inte vidare |
| Viktar Zuyeu       | Tungvikt      |                               | Clemente Russo (ITA) L 1-7 | Gick inte vidare | Gick inte vidare | Gick inte vidare |                  |                  |

## Brottning
- Huvudartikel: Brottning vid olympiska sommarspelen 2008

| Tävlande            | Gren                                | Kvalifikation                         | 1/8 Final                                      | Kvartsfinal                           | Semifinal                           | Återkval 1           | Återkval 2                       | Final                                                |
| Tävlande            | Gren                                | Motståndare Resultat                  | Motståndare Resultat                           | Motståndare Resultat                  | Motståndare Resultat                | Motståndare Resultat | Motståndare Resultat             | Motståndare Resultat                                 |
| ------------------- | ----------------------------------- | ------------------------------------- | ---------------------------------------------- | ------------------------------------- | ----------------------------------- | -------------------- | -------------------------------- | ---------------------------------------------------- |
| Rizvan Gadzhiev     | Fristil, bantamvikt                 | Maikel Perez (CUB) W 7-0 6-0          | Dilshod Mansurov (UZB) L 1-0 0-1 0-1           | Gick inte vidare                      | Gick inte vidare                    | Gick inte vidare     | Gick inte vidare                 | Gick inte vidare                                     |
| Albert Batirov      | Fristil, lättvikt                   | Bye                                   | Yang Chun-Song (PRK) W 1-0 5-3                 | Andriy Stadnik (UKR) L 4-1 1-4 0-3    | Gick inte vidare                    |                      | Sushil Kumar (IND) L 0-1 4-0 0-7 | Gick inte vidare                                     |
| Murad Gaidarov      | Fristil, weltervikt                 | Bye                                   | Chamsulvara Chamsulvarayev (AZE) W 0-4 2-0 1-0 | Gela Saghirashvili (GEO) W 1-0 1-0    | Soslan Tigiev (UZB) L 0-1 0-1       |                      |                                  | Bronsmatch Gheorghiţă Ştefan (ROU) W 2-1 3-1         |
| Alena Filipova      | Fristil, lättvikt                   |                                       | Olga Smirnova (KAZ) L 3-2 0-3 2-4              | Gick inte vidare                      | Gick inte vidare                    | Gick inte vidare     | Gick inte vidare                 | Gick inte vidare                                     |
| Olga Khilko         | Fristil, mellanvikt                 | Bye                                   | Monika Michalik (POL) L 1-0 0-1 Fall           | Gick inte vidare                      | Gick inte vidare                    | Gick inte vidare     | Gick inte vidare                 | Gick inte vidare                                     |
| Yury Dubinin        | Grekisk-romersk stil, fjädervikt    | Bye                                   | Jung Ji-Hyun (KOR) L 0-3 0-6                   | Gick inte vidare                      | Gick inte vidare                    | Gick inte vidare     | Gick inte vidare                 | Gick inte vidare                                     |
| Mikhail Siamionau   | Grekisk-romersk stil, lättvikt      | Aleksandr Kazakevič (LTU) W +1-1 +1-1 | Ali Mohammadi (IRI) W 2-0 0-4 +1-1             | Steeve Guenot (FRA) L 1-2 1-+1        | Gick inte vidare                    |                      | Alain Milian (CUB) W +1-1 3-1    | Bronsmatch Darkhan Bayakhmetov (KAZ) W 2-0 1-+1 +1-1 |
| Aliaksandr Kikiniov | Grekisk-romersk stil, weltervikt    | Bye                                   | Julian Kwit (POL) W 3-1 0-3 3-2                | Roman Melyoshin (KAZ) W 1-+1 +1-1 2-1 | Chang Yongxiang (CHN) L 6-0 0-4 1-2 |                      |                                  | Bronsmatch Yavor Yanakiev (BUL) L 3-0 0-2 0-2        |
| Siarhei Artsiukhin  | Grekisk-romersk stil, supertungvikt | Bye                                   | Mijail López (CUB) L 3-0 2-1                   | Gick inte vidare                      | Gick inte vidare                    | Bye                  | Yuri Patrikeev (ARM) L 1-2 0-1   | Gick inte vidare                                     |

## Bågskytte
- Huvudartikel: Bågskytte vid olympiska sommarspelen 2008
- Herrar

| Namn        | Gren         | Rankingrunda | Rankingrunda | 32-delsfinal                                     | 16-delsfinal                          | 8-delsfinal                           | Kvartsfinal      | Semifinal        | Final            | Final            |
| Namn        | Gren         | Poäng        | Seed         | Resultat                                         | Resultat                              | Resultat                              | Resultat         | Resultat         | Resultat         | Plats            |
| ----------- | ------------ | ------------ | ------------ | ------------------------------------------------ | ------------------------------------- | ------------------------------------- | ---------------- | ---------------- | ---------------- | ---------------- |
| Maxim Kunda | Individuellt | 646          | 48           | Furukawa Takaharu (JPN) (17) W 111(+19)-111(+18) | Magnus Petersson (SWE) (49) W 112-110 | Juan René Serrano (MEX) (1) L 106-110 | Gick inte vidare | Gick inte vidare | Gick inte vidare | Gick inte vidare |

- Damer

| Namn              | Gren         | Rankingrunda | Rankingrunda | 32-delsfinal                         | 16-delsfinal                   | 8-delsfinal      | Kvartsfinal      | Semifinal        | Final            | Final            |
| Namn              | Gren         | Poäng        | Seed         | Resultat                             | Resultat                       | Resultat         | Resultat         | Resultat         | Resultat         | Plats            |
| ----------------- | ------------ | ------------ | ------------ | ------------------------------------ | ------------------------------ | ---------------- | ---------------- | ---------------- | ---------------- | ---------------- |
| Katsiarina Muliuk | Individuellt | 616          | 47           | Natalia Sanchez (COL) (18) W 104-101 | Chen Ling (CHN) (17) L 105-106 | Gick inte vidare | Gick inte vidare | Gick inte vidare | Gick inte vidare | Gick inte vidare |

## Cykling
- Huvudartikel: Cykling vid olympiska sommarspelen 2008

### Landsväg
Antal tävlande - 8
Men
| Cyklist              | Gren      | Tid              | Placering |
| -------------------- | --------- | ---------------- | --------- |
| Vasil Kiryjenka      | Tempolopp | 1:06.12 (+4:01)  | 21        |
| Kanstantsin Siŭtsoŭ  | Linjelopp | 6:26:17 (+2:28)  | 33        |
| Aljaksandr Kutjynski | Linjelopp | 6:39:42 (+15:53) | 73        |
| Aljaksandr Usaŭ      | Linjelopp | 6:49:59 (+26:10) | 83        |

### Bana
Sprint
| Cyklist              | Gren            | Kvalificering      | Kvalificering | 1:a omgången                                     | 1/8-final (Uppsamling)                                         | Kvartsfinaler                                         | Semifinaler            | Final (5-12:e plats)                                                                     | Final (5-12:e plats) |
| Cyklist              | Gren            | Tid Hastighet      | Placering     | Opponent Tid Hastighet                           | Opponent Tid Hastighet                                         | Opponent Tid Hastighet                                | Opponent Tid Hastighet | Opponent Tid Hastighet                                                                   | Placering            |
| -------------------- | --------------- | ------------------ | ------------- | ------------------------------------------------ | -------------------------------------------------------------- | ----------------------------------------------------- | ---------------------- | ---------------------------------------------------------------------------------------- | -------------------- |
| Natallja Tsylinskaja | Damernas sprint | 11:372 63.313 km/h | 7             | Clara Sanchez (FRA) L Sanchez 11.607 62.031 km/h | Lisandra Guerra (CUB) Sakie Tsukuda (JPN) W 11.871 60.652 km/h | Guo Shuang (CHN) L 0-2 Guo 11.501, 11.672 62.031 km/h | Gick inte vidare       | 5-8:plats, klassificering Clara Sanchez (FRA) Jennie Reed (USA) Simona Krupeckaitė (LTU) | 2 (6)                |

Poänglopp
| Cyklist         | Gren                | Poäng/varv  | Placering |
| --------------- | ------------------- | ----------- | --------- |
| Vasil Kiryjenka | Herrarnas poänglopp | 14/1 = 34 p | 5         |

## Friidrott
- Huvudartikel: Friidrott vid olympiska sommarspelen 2008

Förkortningar
- Noteringar – Placeringarna avser endast löparens eget heat
- Q = Kvalificerad till nästa omgång
- q = Kvalificerade sig till nästa omgång som den snabbaste idrottaren eller, i fältgrenarna, via placering utan att uppnå kvalgränsen.
- NR = Nationellt rekord
- N/A = Omgången ingick inte i grenen
- Bye = Idrottaren behövde inte delta i denna omgång

Herrar
Bana och landsväg
| Idrottare          | Gren       | Heat     | Heat      | Kvartsfinal      | Kvartsfinal      | Semifinal        | Semifinal        | Final            | Final            |
| Idrottare          | Gren       | Resultat | Placering | Resultat         | Placering        | Resultat         | Placering        | Resultat         | Placering        |
| ------------------ | ---------- | -------- | --------- | ---------------- | ---------------- | ---------------- | ---------------- | ---------------- | ---------------- |
| Siarhei Charnou    | 20 km gång | i.u.     | i.u.      | i.u.             | i.u.             | i.u.             | i.u.             | 1:29:38          | 44               |
| Andrej Gordejev    | Maraton    | i.u.     | i.u.      | i.u.             | i.u.             | i.u.             | i.u.             | DNF              | DNF              |
| Maksim Ljnsja      | 110 m häck | 13.86    | 5         | Gick inte vidare | Gick inte vidare | Gick inte vidare | Gick inte vidare | Gick inte vidare | Gick inte vidare |
| Dzianis Simanovitj | 20 km gång | i.u.     | i.u.      | i.u.             | i.u.             | i.u.             | i.u.             | 1:23:53          | 28               |
| Andrei Stepantjuk  | 50 km gång | i.u.     | i.u.      | i.u.             | i.u.             | i.u.             | i.u.             | 4:14:09          | 43               |
| Ivan Trotski       | 20 km gång | i.u.     | i.u.      | i.u.             | i.u.             | i.u.             | i.u.             | 1:22:55          | 22               |

Fältgrenar
| Idrottare          | Gren           | Kval    | Kval      | Final            | Final            |
| Idrottare          | Gren           | Distans | Placering | Distans          | Placering        |
| ------------------ | -------------- | ------- | --------- | ---------------- | ---------------- |
| Jurj Bialou        | Kulstötning    | 20.12   | 11 q      | 20.06            | 10               |
| Vadim Devjatovskij | Släggkastning  | 76.95   | 9 q       | 81.61            | 2                |
| Uladzimir Kazlou   | Spjutkastning  | 80.06   | 8 q       | 82.06            | 8                |
| Pavel Ljzjyn       | Kulstötning    | 20.36   | 7 q       | 20.98            | 5                |
| Andrei Michnevitj  | Kulstötning    | 20.48   | 3 Q       | 21.05            | 3                |
| Dzmitrj Platnitski | Tresteg        | 16.51   | 27        | Gick inte vidare | Gick inte vidare |
| Dzmitrj Sivakou    | Diskuskastning | 61.75   | 15        | Gick inte vidare | Gick inte vidare |
| Valerij Sviatocha  | Släggkastning  | 74.41   | 17        | Gick inte vidare | Gick inte vidare |
| Ivan Tsichan       | Släggkastning  | 79.26   | 4 Q       | 81.51            | 3                |

Kombinerade grenar – Tiokamp
| Idrottare              | Gren     | 100 m | LJ   | SP    | HJ   | 400 m | 110H  | DT    | PV   | JT    | 1500 m  | Final | Placering |
| ---------------------- | -------- | ----- | ---- | ----- | ---- | ----- | ----- | ----- | ---- | ----- | ------- | ----- | --------- |
| Andrei Krautjanka      | Resultat | 10.96 | 7.61 | 14.39 | 2.11 | 47.30 | 14.21 | 44.58 | 5.00 | 60.23 | 4:27.47 | 8551  | 2         |
| Andrei Krautjanka      | Poäng    | 870   | 962  | 752   | 906  | 943   | 948   | 758   | 910  | 741   | 761     | 8551  | 2         |
| Aliaksandr Parkhomenka | Resultat | 11.29 | 6.99 | 15.49 | 1.93 | 50.71 | 15.06 | 45.27 | 4.70 | 64.60 | 4:45.17 | 7838  | 17        |
| Aliaksandr Parkhomenka | Poäng    | 797   | 811  | 820   | 740  | 782   | 842   | 772   | 819  | 807   | 648     | 7838  | 17        |
| Mikalai Sjubianok      | Resultat | 11.31 | 6.86 | 14.88 | 1.99 | 50.02 | 14.52 | 45.80 | 4.60 | 62.10 | 4:38.14 | 7906  | 16        |
| Mikalai Sjubianok      | Poäng    | 793   | 781  | 782   | 794  | 814   | 908   | 783   | 790  | 769   | 692     | 7906  | 16        |

Damer
Bana & landsväg
| Idrottare                                                                       | Gren       | Heat     | Heat      | Kvartsfinal | Kvartsfinal | Semifinal        | Semifinal        | Final            | Final            |
| Idrottare                                                                       | Gren       | Resultat | Placering | Resultat    | Placering   | Resultat         | Placering        | Resultat         | Placering        |
| ------------------------------------------------------------------------------- | ---------- | -------- | --------- | ----------- | ----------- | ---------------- | ---------------- | ---------------- | ---------------- |
| Elena Ginko                                                                     | 20 km gång | i.u.     | i.u.      | i.u.        | i.u.        | i.u.             | i.u.             | DSQ              | DSQ              |
| Volha Krautsova                                                                 | 5 000 m    | 15:21.85 | 9         | i.u.        | i.u.        | i.u.             | i.u.             | Gick inte vidare | Gick inte vidare |
| Julija Nestsjarenka                                                             | 100 m      | 11.40    | 2 Q       | 11.14       | 4 q         | 11.26            | 5                | Gick inte vidare | Gick inte vidare |
| Katsiarjna Paplauskaja                                                          | 100 m häck | 13.39    | 7         | i.u.        | i.u.        | Gick inte vidare | Gick inte vidare | Gick inte vidare | Gick inte vidare |
| Ryta Turava                                                                     | 20 km gång | i.u.     | i.u.      | i.u.        | i.u.        | i.u.             | i.u.             | 1:28:26          | 11               |
| Sviatlana Usovitj                                                               | 800 m      | 2:00.42  | 4 q       | i.u.        | i.u.        | 2:02.79          | 8                | Gick inte vidare | Gick inte vidare |
| Sniazjana Jurtjanka                                                             | 20 km gång | i.u.     | i.u.      | i.u.        | i.u.        | i.u.             | i.u.             | 1:35:33          | 33               |
| Hanna Bahdanovitj Oksana Dragun Julija Nestsjarenka Nastassia Sjuliak           | 4 x 100 m  | 43.69    | 6         | i.u.        | i.u.        | i.u.             | i.u.             | Gick inte vidare | Gick inte vidare |
| Anna Kozak Irjna Chliustava Ilona Usovitj Sviatlana Usovitj Juljana Jusjtjanka* | 4 x 400 m  | 3:22.78  | 3 Q       | i.u.        | i.u.        | i.u.             | i.u.             | 3:21.85 NR       | 4                |

* Deltog endast i försöksheaten.
Fältgrenar
| Idrottare                      | Gren           | Kval  | Kval      | Final            | Final            |
| Idrottare                      | Gren           | Längd | Placering | Längd            | Placering        |
| ------------------------------ | -------------- | ----- | --------- | ---------------- | ---------------- |
| Nadzeja Astaptjuk              | Kulstötning    | 19.08 | 6 Q       | 19.86            | 3                |
| Iryna Tjarnusjenka-Stasiuk     | Längdhopp      | 6.48  | 18        | Gick inte vidare | Gick inte vidare |
| Janina Karoltjyk-Pravalinskaja | Kulstötning    | 17.79 | 18        | Gick inte vidare | Gick inte vidare |
| Hanna Mazgunova                | Diskuskastning | 56.77 | 29        | Gick inte vidare | Gick inte vidare |
| Aksana Miankova                | Släggkastning  | 69.77 | 11 q      | 76.34 OR         | 1                |
| Natallia Michnevitj            | Kulstötning    | 19.11 | 4 Q       | 20.28            | 2                |
| Marjna Novik                   | Spjutkastning  | 56.10 | 31        | Gick inte vidare | Gick inte vidare |
| Darija Ptjelnik                | Släggkastning  | 71.30 | 8 q       | 73.65            | 4                |
| Ksenija Prjiemka-Dziatsuk      | Tresteg        | 13.08 | 31        | Gick inte vidare | Gick inte vidare |
| Natallia Sjymtjuk              | Spjutkastning  | 57.11 | 23        | Gick inte vidare | Gick inte vidare |
| Volha Siarhejenka              | Längdhopp      | 6.25  | 32        | Gick inte vidare | Gick inte vidare |
| Marjia Smaliatjkova            | Släggkastning  | 69.22 | 13        | Gick inte vidare | Gick inte vidare |
| Irjna Jattjenko                | Diskuskastning | 62.26 | 3 Q       | 59.27            | 11               |
| Ellina Zvereva                 | Diskuskastning | 60.28 | 12 q      | 60.82            | 6                |

Kombinerade grenar – Sjukamp
| Mångkampare    | Gren     | 100H  | HJ   | SP    | 200 m | LJ | JT    | 800 m   | Final | Placering |
| -------------- | -------- | ----- | ---- | ----- | ----- | -- | ----- | ------- | ----- | --------- |
| Jana Maksimava | Resultat | 14.71 | 1.74 | 13.60 | 25.94 | NM | 39.14 | 2:21.55 | 4806  | 34*       |
| Jana Maksimava | Poäng    | 880   | 903  | 767   | 802   | 0  | 651   | 803     | 4806  | 34*       |

## Fäktning
- Huvudartikel: Fäktning vid olympiska sommarspelen 2008

Herrar
| Idrottare                                          | Gren                | Omgång 1               | Sextondelsfinal       | Åttondelsfinal        | Kvartsfinal       | Semifinal                                | Final / BM                   | Final / BM       |
| Idrottare                                          | Gren                | Motståndare Poäng      | Motståndare Poäng     | Motståndare Poäng     | Motståndare Poäng | Motståndare Poäng                        | Motståndare Poäng            | Placering        |
| -------------------------------------------------- | ------------------- | ---------------------- | --------------------- | --------------------- | ----------------- | ---------------------------------------- | ---------------------------- | ---------------- |
| Aliaksandr Buikevitj                               | Sabel, individuellt | Jakimenko (RUS) W 15–9 | Limbach (GER) W 15–14 | Covaliu (ROU) L 13–15 | Gick inte vidare  | Gick inte vidare                         | Gick inte vidare             | Gick inte vidare |
| Dmitri Lapkes                                      | Sabel, individuellt | BYE                    | Oh E-S (KOR) L 8–15   | Gick inte vidare      | Gick inte vidare  | Gick inte vidare                         | Gick inte vidare             | Gick inte vidare |
| Valerj Prjiemka                                    | Sabel, individuellt | Talaat (EGY) W 15–7    | Covaliu (ROU) L 9–15  | Gick inte vidare      | Gick inte vidare  | Gick inte vidare                         | Gick inte vidare             | Gick inte vidare |
| Aliaksandr Buikevitj Dmitri Lapkes Valerj Prjiemka | Sabel, lag          | i.u.                   | i.u.                  | i.u.                  | Italien L 39–45   | Klassificering semifinal Egypten W 45–22 | 5:e plats-final Kina W 45–39 | 5                |

## Gymnastik
- Huvudartikel: Gymnastik vid olympiska sommarspelen 2008

### Artistisk gymnastik
Herrar
Lag
| Gymnast              | Gren | Kval    | Kval    | Kval    | Kval     | Kval    | Kval    | Kval    | Kval      | Final           | Final           | Final           | Final           | Final           | Final           | Final           | Final           |
| Gymnast              | Gren | Redskap | Redskap | Redskap | Redskap  | Redskap | Redskap | Totalt  | Placering | Redskap         | Redskap         | Redskap         | Redskap         | Redskap         | Redskap         | Totalt          | Placering       |
| Gymnast              | Gren | F       | PH      | R       | V        | PB      | HB      | Totalt  | Placering | F               | PH              | R               | V               | PB              | HB              | Totalt          | Placering       |
| -------------------- | ---- | ------- | ------- | ------- | -------- | ------- | ------- | ------- | --------- | --------------- | --------------- | --------------- | --------------- | --------------- | --------------- | --------------- | --------------- |
| Aliaksei Ignatovitj  | Lag  | i.u.    | 15.075  | i.u.    | i.u.     | i.u.    | 13.000  | i.u.    | i.u.      | Did not advance | Did not advance | Did not advance | Did not advance | Did not advance | Did not advance | Did not advance | Did not advance |
| Dzmitrj Kaspiarovitj | Lag  | 14.675  | i.u.    | 15.275  | 16.500 Q | 15.525  | 14.250  | i.u.    | i.u.      | Did not advance | Did not advance | Did not advance | Did not advance | Did not advance | Did not advance | Did not advance | Did not advance |
| Ivan Kozlov          | Lag  | 14.025  | 12.675  | 14.925  | 15.275   | i.u.    | i.u.    | i.u.    | i.u.      | Did not advance | Did not advance | Did not advance | Did not advance | Did not advance | Did not advance | Did not advance | Did not advance |
| Dzianis Savenkov     | Lag  | 14.525  | 13.525  | 13.750  | 15.675   | 14.800  | 14.750  | 87.025  | 33        | Did not advance | Did not advance | Did not advance | Did not advance | Did not advance | Did not advance | Did not advance | Did not advance |
| Dzmitrj Savitski     | Lag  | 14.375  | 14.525  | 15.175  | 16.300   | 15.700  | 14.575  | 90.650  | 12 Q      | Did not advance | Did not advance | Did not advance | Did not advance | Did not advance | Did not advance | Did not advance | Did not advance |
| Aliaksandr Tsarevitj | Lag  | 14.300  | 14.450  | i.u.    | i.u.     | 15.175  | 14.850  | i.u.    | i.u.      | Did not advance | Did not advance | Did not advance | Did not advance | Did not advance | Did not advance | Did not advance | Did not advance |
| Totalt               | Lag  | 57.875  | 57.575  | 59.125  | 63.750   | 61.200  | 58.425  | 375.950 | 10        | Did not advance | Did not advance | Did not advance | Did not advance | Did not advance | Did not advance | Did not advance | Did not advance |

Individuella finaler
| Gymnast              | Gren     | Redskap | Redskap | Redskap | Redskap | Redskap | Redskap | Totalt | Placering |
| Gymnast              | Gren     | F       | PH      | R       | V       | PB      | HB      | Totalt | Placering |
| -------------------- | -------- | ------- | ------- | ------- | ------- | ------- | ------- | ------ | --------- |
| Dzmitrj Kaspiarovitj | Hopp     | i.u.    | i.u.    | i.u.    | 16.050  | i.u.    | i.u.    | 16.050 | 6         |
| Dzmitrj Savitski     | Mångkamp | 13.725  | 13.750  | 15.300  | 15.900  | 13.400  | 10.100  | 82.175 | 23        |

Damer
| Gymnast                  | Gren     | Kval    | Kval    | Kval    | Kval    | Kval   | Kval      | Final            | Final            | Final            | Final            | Final            | Final            |
| Gymnast                  | Gren     | Redskap | Redskap | Redskap | Redskap | Totalt | Placering | Redskap          | Redskap          | Redskap          | Redskap          | Totalt           | Placering        |
| Gymnast                  | Gren     | F       | V       | UB      | BB      | Totalt | Placering | F                | V                | UB               | BB               | Totalt           | Placering        |
| ------------------------ | -------- | ------- | ------- | ------- | ------- | ------ | --------- | ---------------- | ---------------- | ---------------- | ---------------- | ---------------- | ---------------- |
| Nastassia Maratjkovskaja | Mångkamp | 14.025  | 15.275  | 12.200  | 13.600  | 55.100 | 48        | Gick inte vidare | Gick inte vidare | Gick inte vidare | Gick inte vidare | Gick inte vidare | Gick inte vidare |

### Rytmisk gymnastik
| Gymnast      | Gren         | Kval   | Kval     | Kval   | Kval   | Kval   | Kval      | Final  | Final    | Final  | Final  | Final  | Final     |
| Gymnast      | Gren         | Rep    | Tunnband | Käglor | Band   | Total  | Placering | Rep    | Tunnband | Käglor | Band   | Totalt | Placering |
| ------------ | ------------ | ------ | -------- | ------ | ------ | ------ | --------- | ------ | -------- | ------ | ------ | ------ | --------- |
| Inna Zjukova | Individuellt | 17.850 | 18.375   | 17.300 | 17.425 | 70.950 | 4 Q       | 18.125 | 18.125   | 17.850 | 17.825 | 71.925 | 2         |

| Gymnast                                                                                                   | Gren  | Kval   | Kval                | Kval   | Kval      | Final  | Final               | Final  | Final     |
| Gymnast                                                                                                   | Gren  | 5 rep  | 3 tunnband 2 käglor | Totalt | Placering | 5 rep  | 3 tunnband 2 käglor | Total  | Placering |
| --- | ----- | ------ | ------------------- | ------ | --------- | ------ | ------------------- | ------ | --------- |
| Olesya Babusjkina Anastasia Ivankova Zinaida Lunina Glafira Martinovitj Ksenia Sankovitj Alina Tumilovitj | Trupp | 17.525 | 17.425              | 34.950 | 1 Q       | 17.625 | 17.275              | 34.900 | 3         |

### Trampolin
| Gymnast            | Gren  | Kval  | Kval      | Final            | Final            |
| Gymnast            | Gren  | Poäng | Placering | Poäng            | Placering        |
| ------------------ | ----- | ----- | --------- | ---------------- | ---------------- |
| Tatsiana Piatrenia | Damer | 63.80 | 9         | Gick inte vidare | Gick inte vidare |

## Judo
Herrar
| Idrottare             | Gren                     | Inledande omgång        | Sextondelsfinal           | Åttondelsfinal             | Kvartsfinal               | Semifinal            | Återkval 1                    | Återkval 2               | Återkval 3               | Final / BM           | Final / BM       |
| Idrottare             | Gren                     | Motståndare Resultat    | Motståndare Resultat      | Motståndare Resultat       | Motståndare Resultat      | Motståndare Resultat | Motståndare Resultat          | Motståndare Resultat     | Motståndare Resultat     | Motståndare Resultat | Placering        |
| --------------------- | ------------------------ | ----------------------- | ------------------------- | -------------------------- | ------------------------- | -------------------- | ----------------------------- | ------------------------ | ------------------------ | -------------------- | ---------------- |
| Kanstantsin Siamionau | Lättvikt (-73 kg)        | i.u.                    | Meridja (ALG) W 0102–0010 | Mammadli (AZE) L 0001–1001 | Gick inte vidare          | Gick inte vidare     | van Tichelt (BEL) L 0020–1021 | Gick inte vidare         | Gick inte vidare         | Gick inte vidare     | Gick inte vidare |
| Siarhei Shundzikau    | Halv mellanvikt (-81 kg) | BYE                     | Kim J-B (KOR) L 0000–0011 | Gick inte vidare           | Gick inte vidare          | Gick inte vidare     | Krawczyk (POL) L 0010–0011    | Gick inte vidare         | Gick inte vidare         | Gick inte vidare     | Gick inte vidare |
| Andrei Kazusionak     | Mellanvikt (-90 kg)      | i.u.                    | Ghomi (IRI) W 1110–0000   | Izumi (JPN) W 1000–0000    | Pershin (RUS) L 0000–1010 | Gick inte vidare     | BYE                           | Rosati (ARG) W 1000–0000 | Mesbah (EGY) L 0001–1001 | Gick inte vidare     | Gick inte vidare |
| Yury Rybak            | Tungvikt (+100 kg)       | Ceraj (SLO) W 1000–0000 | Roudaki (IRI) L 0001–1001 | Gick inte vidare           | Gick inte vidare          | Gick inte vidare     | Gick inte vidare              | Gick inte vidare         | Gick inte vidare         | Gick inte vidare     | Gick inte vidare |

## Kanotsport
Sprint
| Kanotist                                                              | Gren                 | Heat     | Heat      | Semifinal        | Semifinal        | Final            | Final            |
| Kanotist                                                              | Gren                 | Tid      | Placering | Tid              | Placering        | Tid              | Placering        |
| --------------------------------------------------------------------- | -------------------- | -------- | --------- | ---------------- | ---------------- | ---------------- | ---------------- |
| Tatsiana Fedarovitj                                                   | Damernas K-1 500 m   | 1:57.881 | 8         | Gick inte vidare | Gick inte vidare | Gick inte vidare | Gick inte vidare |
| Aliaksandr Zjukovski                                                  | Herrarnas C-1 500 m  | 1:48.669 | 1 QF      | BYE              | BYE              | 1:49.092         | 5                |
| Aliaksandr Zjukovski                                                  | Herrarnas C-1 1000 m | 4:01.380 | 4 QS      | 3:58.851         | 3 Q              | 3:55.645         | 5                |
| Aliaksandr Bahdanovitj Andrei Bahdanovitj                             | Herrarnas C-2 1000 m | 3:40.369 | 1 QF      | BYE              | BYE              | 3:36.365         | 1                |
| Vadzim Machneu Raman Piatrusjenka                                     | Herrarnas K-2 500 m  | 1:28.661 | 1 QF      | BYE              | BYE              | 1:30.005         | 3                |
| Aliaksei Abalmasau Artur Litvintjuk Vadzim Machneu Raman Piatrusjenka | Herrarnas K-4 1000 m | 2:58.825 | 3 QF      | BYE              | BYE              | 2:55.714         | 1                |

## Konstsim
| Idrottare                            | Gren           | Teknisk rutin | Teknisk rutin | Fri rutin (inledande) | Fri rutin (inledande)  | Fri rutin (inledande) | Fri rutin (final) | Fri rutin (final)      | Fri rutin (final) |
| Idrottare                            | Gren           | Poäng         | Placering     | Poäng                 | Totalt (teknisk + fri) | Placering             | Placering         | Totalt (teknisk + fri) | Placering         |
| ------------------------------------ | -------------- | ------------- | ------------- | --------------------- | ---------------------- | --------------------- | ----------------- | ---------------------- | ----------------- |
| Katsiaryna Kulpo Nastassia Parfenava | Damernas duett | 42.667        | 17            | 42.667                | 85.334                 | 19                    | Gick inte vidare  | Gick inte vidare       | Gick inte vidare  |

## Modern femkamp
| Idrottare             | Gren   | Skytte (10 meter luftpistol) | Skytte (10 meter luftpistol) | Skytte (10 meter luftpistol) | Fäktning (värja) | Fäktning (värja) | Fäktning (värja) | Simning (200 m frisim) | Simning (200 m frisim) | Simning (200 m frisim) | Ridsport (hästhoppning) | Ridsport (hästhoppning) | Ridsport (hästhoppning) | Löpning (3000 m) | Löpning (3000 m) | Löpning (3000 m) | Totalpoäng | Slutresultat |
| Idrottare             | Gren   | Poäng                        | Placering                    | MF-poäng                     | Resultat         | Placering        | MF-poäng         | Tid                    | Placering              | MF-poäng               | Straff                  | Placering               | MF-poäng                | Tid              | Placering        | MF-poäng         | Totalpoäng | Slutresultat |
| --------------------- | ------ | ---------------------------- | ---------------------------- | ---------------------------- | ---------------- | ---------------- | ---------------- | ---------------------- | ---------------------- | ---------------------- | ----------------------- | ----------------------- | ----------------------- | ---------------- | ---------------- | ---------------- | ---------- | ------------ |
| Jahor Lapo            | Herrar | 178                          | 24                           | 1072                         | 17–18            | 19               | 808              | 2:05,62                | 18                     | 1296                   | DNF                     | =35                     | 0                       | 9:41,17          | 22               | 1076             | 4252       | 35           |
| Dzmitrj Meliach       | Herrar | 186                          | 6                            | 1168                         | 11–24            | 35               | 664              | 2:03,03                | 9                      | 1324                   | 84                      | 6                       | 1116                    | 9:41,97          | 23               | 1076             | 5348       | 12           |
| Hanna Archipenka      | Damer  | 180                          | 13                           | 1096                         | 16–20            | =22              | 784              | 2:27,06                | 30                     | 1156                   | 56                      | 15                      | 1144                    | 10:53,23         | 21               | 1108             | 5288       | 22           |
| Anastasija Samusevitj | Damer  | 187                          | 3                            | 1180                         | 19–17            | =14              | 856              | 2:29,64                | 33                     | 1128                   | 28                      | 5                       | 1172                    | 10:04,46         | 1                | 1304             | 5640       | 4            |

## Ridsport

### Dressyr
| Idrottare | Häst    | Gren                | Grand Prix | Grand Prix | Grand Prix Special | Grand Prix Special | Grand Prix Fristil | Grand Prix Fristil | Totalt           | Totalt           |
| Idrottare | Häst    | Gren                | Poäng      | Placering  | Poäng              | Placering          | Poäng              | Placering          | Poäng            | Placering        |
| --------- | ------- | ------------------- | ---------- | ---------- | ------------------ | ------------------ | ------------------ | ------------------ | ---------------- | ---------------- |
| Iryna Lis | Redford | Individuell dressyr | 63,500     | 30         | Gick inte vidare   | Gick inte vidare   | Gick inte vidare   | Gick inte vidare   | Gick inte vidare | Gick inte vidare |

### Fälttävlan
| Ryttare              | Häst     | Gren                   | Dressyr | Dressyr   | Terräng | Terräng | Terräng   | Hoppning | Hoppning | Hoppning  | Hoppning         | Hoppning         | Hoppning         | Totalt | Totalt    |
| Ryttare              | Häst     | Gren                   | Dressyr | Dressyr   | Terräng | Terräng | Terräng   | Kval     | Kval     | Kval      | Final            | Final            | Final            | Totalt | Totalt    |
| Ryttare              | Häst     | Gren                   | Straff  | Placering | Straff  | Totalt  | Placering | Straff   | Totalt   | Placering | Straff           | Totalt           | Placering        | Straff | Placering |
| -------------------- | -------- | ---------------------- | ------- | --------- | ------- | ------- | --------- | -------- | -------- | --------- | ---------------- | ---------------- | ---------------- | ------ | --------- |
| Viachaslau Poita     | Energiya | Individuell fälttävlan | 59,10   | 56        | 75,60   | 114,70  | 58        | 31,00    | 165,70   | 54        | Gick inte vidare | Gick inte vidare | Gick inte vidare | 165,70 | 54        |
| Alena Tseliapuhskina | Passat   | Individuell fälttävlan | 77,40   | 67        | 59,60   | 137,00  | 59        | 30,00    | 167,00   | 55        | Gick inte vidare | Gick inte vidare | Gick inte vidare | 167,00 | 55        |

## Rodd
Herrar
| Idrottare                                                             | Gren              | Heat    | Heat      | Återkval | Återkval  | Semifinal | Semifinal | Final   | Final     | Final |
| Idrottare                                                             | Gren              | Tid     | Placering | Tid      | Placering | Tid       | Placering | Tid     | Placering |       |
| --------------------------------------------------------------------- | ----------------- | ------- | --------- | -------- | --------- | --------- | --------- | ------- | --------- | ----- |
| Dzianis Mihal Stanislau Sjtjarbatjenia                                | Dubbelsculler     | 6:27,18 | 2 SA/B    | BYE      | BYE       | 6:32,76   | 6 FB      | 6:32,59 | 7         |       |
| Andrei Dzemjanenka Vadzim Lialin Jauheni Nosau Aliaksandr Kazubouski  | Fyra utan styrman | 6:12,53 | 5 R       | 6:00,44  | 3 SA/B    | 6:02,79   | 5 FB      | 6:12,54 | 12        |       |
| Kiryl Lemiasjkevitj Aliaksandr Novikau Valery Radzevitj Pavel Sjurmei | Scullerfyra       | 5:43,73 | 3 SA/B    | BYE      | BYE       | 6:06,80   | 6 FB      | 5:50,74 | 11        |       |

Damer
| Idrottare                      | Gren              | Heat    | Heat      | Återkval | Återkval  | Kvartsfinal | Kvartsfinal | Semifinal | Semifinal | Final   | Final     | Final |
| Idrottare                      | Gren              | Tid     | Placering | Tid      | Placering | Tid         | Placering   | Tid       | Placering | Tid     | Placering |       |
| ------------------------------ | ----------------- | ------- | --------- | -------- | --------- | ----------- | ----------- | --------- | --------- | ------- | --------- | ----- |
| Ekaterina Karsten-Chodotovittj | Singelsculler     | 7:40,03 | 1 QF      | i.u.     | i.u.      | 7:25,74     | 1 SA/B      | 7:22,86   | 1 FA      | 7:23,98 | 3         |       |
| Julija Bitjyk Natallia Helach  | Tvåa utan styrman | 7:24,47 | 1 FA      | BYE      | BYE       | i.u.        | i.u.        | i.u.      | i.u.      | 7:22,91 | 3         |       |

## Segling
Herrar
| Seglare                         | Gren | Lopp | Lopp | Lopp | Lopp | Lopp | Lopp | Lopp | Lopp | Lopp | Lopp | Lopp | Summerad poäng | Finalplacering |
| Seglare                         | Gren | 1    | 2    | 3    | 4    | 5    | 6    | 7    | 8    | 9    | 10   | M*   | Summerad poäng | Finalplacering |
| ------------------------------- | ---- | ---- | ---- | ---- | ---- | ---- | ---- | ---- | ---- | ---- | ---- | ---- | -------------- | -------------- |
| Mikalai Zjukavets               | RS:X | 27   | 23   | 26   | 24   | 29   | 21   | 32   | 26   | 26   | 27   | EL   | 229            | 28             |
| Sergei Desukevitj Pavel Logunov | 470  | 29   | 27   | 16   | 26   | 16   | 2    | 12   | 17   | 16   | 27   | EL   | 159            | 21             |

M = Medaljlopp; EL = Eliminerad – gick inte vidare till medaljloppet;
Damer
| Seglare              | Gren         | Lopp | Lopp | Lopp | Lopp | Lopp | Lopp | Lopp | Lopp | Lopp | Lopp | Lopp | Summerad poäng | Finalplacering |
| Seglare              | Gren         | 1    | 2    | 3    | 4    | 5    | 6    | 7    | 8    | 9    | 10   | M*   | Summerad poäng | Finalplacering |
| -------------------- | ------------ | ---- | ---- | ---- | ---- | ---- | ---- | ---- | ---- | ---- | ---- | ---- | -------------- | -------------- |
| Tatiana Drozdovskaja | Laser radial | 12   | 24   | 17   | 17   | 10   | 22   | 11   | 15   | 26   | CAN  | EL   | 119            | 20             |

M = Medaljlopp; EL = Eliminerad – gick inte vidare till medaljloppet;

## Simning
- Huvudartikel: Simning vid olympiska sommarspelen 2008

## Simhopp
Herrar
| Sergei Kutjmasov    | 3 m              | 399,40 | 25               | Gick inte vidare | Gick inte vidare | Gick inte vidare | Gick inte vidare |                  |                  |
| Vadim Kaptur        | 10 m parhoppning | 432,90 | 13 Q             | 420,55           | 14               | Gick inte vidare | Gick inte vidare | Gick inte vidare | Gick inte vidare |
| Aliaksandr Varlamau | 406,60           | 21     | Gick inte vidare | Gick inte vidare | Gick inte vidare | Gick inte vidare |                  |                  |                  |

Damer
| Idrottare        | Gren | Kval   | Kval      | Semifinal        | Semifinal        | Final            | Final            |
| Idrottare        | Gren | Poäng  | Placering | Poäng            | Placering        | Poäng            | Placering        |
| ---------------- | ---- | ------ | --------- | ---------------- | ---------------- | ---------------- | ---------------- |
| Darya Romenskaja | 3 m  | 207,00 | 29        | Gick inte vidare | Gick inte vidare | Gick inte vidare | Gick inte vidare |

## Skytte
- Huvudartikel: Skytte vid olympiska sommarspelen 2008

## Tennis
| Spelare                            | Gren       | Omgång 1                         | Omgång 2                         | Åttondelsfinaler                             | Kvartsfinaler     | Semifinaler       | Final / BM        | Final / BM       |                  |
| Spelare                            | Gren       | Motståndare Poäng                | Motståndare Poäng                | Motståndare Poäng                            | Motståndare Poäng | Motståndare Poäng | Motståndare Poäng | Placering        |                  |
| ---------------------------------- | ---------- | -------------------------------- | -------------------------------- | -------------------------------------------- | ----------------- | ----------------- | ----------------- | ---------------- | ---------------- |
| Max Mirnyj                         | Herrsingel | Kiefer (GER) L 3–6, 1–6          | Gick inte vidare                 | Gick inte vidare                             | Gick inte vidare  | Gick inte vidare  | Gick inte vidare  | Gick inte vidare |                  |
| Victoria Azarenka                  | Damsingel  | Perebijnis (UKR) W 6-4, 5–7, 6–4 | Dellacqua (AUS) W 6–2, 6–2       | V Williams (USA) L 3–6, 2–6                  | Gick inte vidare  | Gick inte vidare  | Gick inte vidare  | Gick inte vidare |                  |
| Olga Govortsova                    | Damsingel  | S Williams (USA) L 3–6, 1–6      | Gick inte vidare                 | Gick inte vidare                             | Gick inte vidare  | Gick inte vidare  | Gick inte vidare  | Gick inte vidare | Gick inte vidare |
| Victoria Azarenka Tatiana Pouttjek | Damdubbel  | i.u.                             | Ani / Kanepi (EST) W 6–2, 6–2    | Davenport / Huber (USA) L 4–6, 6–4, 3–6      | Gick inte vidare  | Gick inte vidare  | Gick inte vidare  | Gick inte vidare | Gick inte vidare |
| Olga Govortsova Darya Kustova      | Damdubbel  | i.u.                             | Peng S / Sun Tt (CHN) W 7–6, 7–6 | A Bondarenko / K Bondarenko (UKR) L 3–6, 1–6 | Gick inte vidare  | Gick inte vidare  | Gick inte vidare  | Gick inte vidare | Gick inte vidare |

## Tyngdlyftning
- Huvudartikel: Tyngdlyftning vid olympiska sommarspelen 2008